# الیندراف، والدک-فرانکنبرگ

Allendorf, Waldeck-Frankenberg

الیندراف، والدک-فرانکنبرگ (به آلمانی: Allendorf, Waldeck-Frankenberg) یک شهر در آلمان است که در والدک-فرانکنبرگ واقع شده‌است.

## خصوصیات
الیندراف ۴۱٫۷۹ کیلومترمربع مساحت دارد ۳۰۶ متر بالاتر از سطح دریا واقع شده‌است.